# Ornito
Ornito è una frazione del comune di Giffoni Valle Piana in Campania che sorge su una collina a circa 250 metri dal livello dal mare ed a una distanza dall’area costiera di 20 minuti.

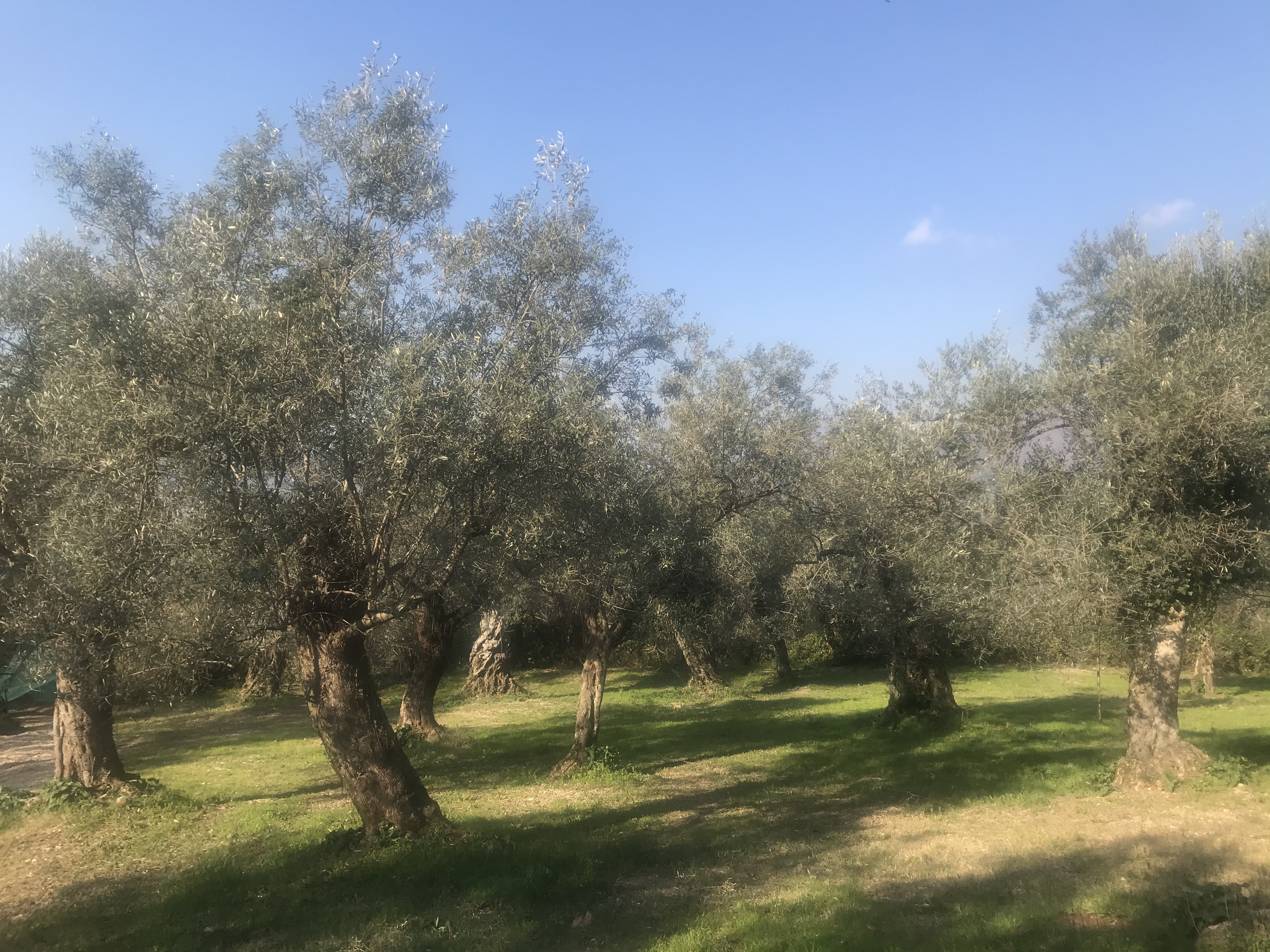
Uliveto secolare frazione Ornito Italia

Il territorio è costellato da oliveti che decorano i diversi promontori e dalla tipica macchia mediterranea. La zona pianeggiante coincide con la Località San Vittore. I prodotti agricoli prevalenti sono l’olio di oliva, la nocciola tonda di Giffoni IGP e la Melannurca.
Per quanto concerne la fauna selvatica si annovera la presenza di volpi, cinghiali, faine, tassi, istrici, talpe, lupi, tartarughe di montagna, granchi di fiume di montagna, luscengole, cervoni, falchi, civette, fagiani ecc.
La frazione confina con il comune di Montecorvino Rovella, una strada rurale la collega alla frazione Occiano, nonché con il comune di Montecorvino Pugliano, in particolare vi è la strada comunale che conduce alla frazione Santa Tecla. Infine confina con il comune di Pontecagnano-Faiano raggiungibile mediante la provinciale 196, ponendosi così facilmente a ridosso dell’aeroporto Salerno-Costa d’Amalfi e della stazione ferroviaria.

## Storia
Il nome del paese è indicativo della presenza remota della cultura greco-romana nell’area, infatti Ornito deriva intuitivamente dalla parola ὀρνιϑο cioè uccelli.
Va tuttavia considerato anche un’ulteriore origine di tale nomenclatura, invero Ornito è il nome di ben due personaggi mitici.
Il primo è il padre di Foco da cui trae origine la propria denominazione l’antica regione greca della Focide, Ornito in particolare era discendente di Sisifo, padre di Ulisse e fondatore di Corinto. Sísifo è considerato il simbolo dell’uomo astuto ed ingannatore.
Antiope era moglie di Foco, essi diedero il nome del nonno al figlio.
Il secondo personaggio mitico è il guerriero e cacciatore etrusco Ornito, eroe richiamato nell’Eneide di Virgilio e descritto a dorso del proprio possente destriero.
Il riferimento ad un’opera romana probabilmente testimonia la presenza dei bizantini i quali, seppur qualificati formalmente come romani dell’Impero romano d’Oriente, avevano ormai abbandonato il latino adottando definitivamente la lingua greca, da qui la coerenza logica duale tra la radice linguistica greca e il valore culturale romano del nome del paese.
Prima ancora dei bizantini, la zona fu soggetta alla presenza etrusca, di cui ne è una nota colonia il confinante comune di Pontecagnano, e poi di quella dei romani già in epoca Repubblicana.
È indicativa la monetazione rinvenuta nella località San Vittore, nello specifico del periodo Augusteo (I secolo a.C. e I secolo d.c.) con profilo di Augusto, del III secolo dopo Cristo con il profilo di Gordiano III, nonché del IV secolo in piena età Costantiniana. 
La numismatica si conferma nella località Casone e nel centro del paese, in particolare nell’uliveto adiacente, con valute del periodo Repubblicano romano del II a.c., Antoniano, nonché del periodo corrispondente alla Tetrarchia di Diocleziano e dei successori di Costantino. 
La monetazione trova continuità e linearità storica fino al periodo bizantino con monete di Basilio I, Costantino VII (oliveto sottostante la chiesa) e Romano I (zona Casone) coincidenti con il IX e X secolo.
In ragione della lotta iconoclastica che afflisse l’impero e che causò la persecuzione dei monaci basiliani con il conseguente esodo nel Sud Italia, il paese fu coinvolto dalla colonizzazione e presenza di tale ordine monastico.
Indizi della presenza del credo Cristiano ortodosso, prima di quello cattolico, sono dati dal culto a San Nicola di Myra, personalità particolarmente adorata fino ad oggi nel mondo ortodosso e che ha conservato la sua impronta in città a forte presenza bizantina come Bari.

## Chiesa di san Nicola

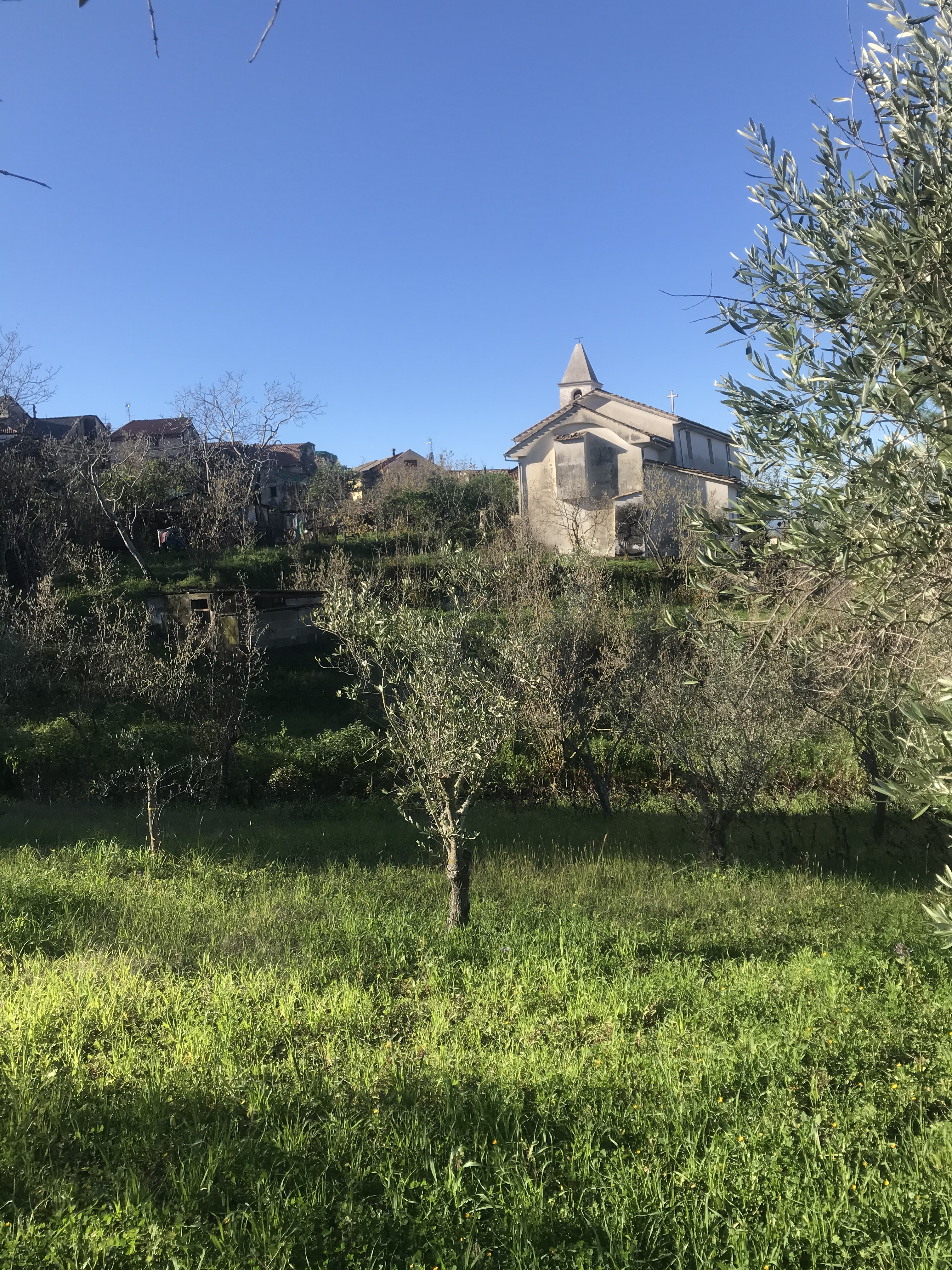
Prospettiva della chiesa di Ornito dall’oliveto

In origine la chiesa era una piccola cappella.
Nella chiesa l’altare è rivolto verso Costantinopoli, lo stesso ministro di culto svolgeva le funzioni dando le spalle ai fedeli rivolgendosi verso l’oriente, lo stile architettonico è romanico (arte romanica) con forma della pianta a croce latina commissa (crux commissa). Al di sotto di esso vi è un uliveto millenario in cui è stata rinvenuta una moneta di Costantino VII. All’interno della struttura, oltre alla consueta sepoltura intramuraria, vi è la presenza di due statue del Santo dell’Anatolia. La più piccola è anche la più antica, la sua prima traccia scritta storica fa espresso riferimento alla chiesa ed al culto di San Nicola, lo strumento del 1267 rilevato dal Bollario Arcivescovile così recita: "in loco ubi proprio ad Urnita dicitur, prope ecclesiam Saneti Nicolai de oedem loco".
A fine XIV secolo sussisteva un diritto di patronato sulla chiesa. Risulta infine una visita ecclesiastica (“santa visita”) del 1511, da cui si riscontrò lo stato di abbandono della chiesa, ormai senza tetto e cadente. In tale atto esplorativo si tenne conto della pessima condizione in cui, pertanto, non era più possibile conservare il “Santissimo”, ovverosia la statua del Santo, né si potevano celebrare i riti di culto. Nel 2005 il Santo è stato completamente restaurato, posto su un altare realizzato ad hoc con una nicchia che conserva la reliquia dell’olio fuoriuscente dalle spoglie del Vescovo conservate a Bari.
La seconda statua, di grandezza ben più rilevante, posta al di sopra dell’altare, è una pregevole rappresentazione del Santo in avanzato stato d’età. Di fattura lignea e gesso, realizzata nel 1939 presso Ortisei di Herbert Prinoth.
Si annovera inoltre nella cronistoria ecclesiastica del XVIII sec. la presenza dell’immagine affrescata di San Nicola su una delle tre tavole di una composizione, la tavola di legno centrale rappresentava la vergine Maria, quelle laterali San Giovanni Battista e appunto San Nicola, oggi se ne è persa traccia, dai documenti inoltre emerge di come già parte delle tavole si trovasse in condizioni di conservazione ormai precarie nel 1934.
Il campanile aveva un accesso esterno, fu eliminato nel 1939 e l’entrata posta all’interno della chiesa.
Nella prima metà degli anni 70 dall’altare vennero esclusi i parapetti in marmo (balaustra o recinto presbiteriale) che delimitavano lo stesso dal resto della chiesa. Precedentemente, nel 1969, fu già aggiunto l’altare centrale all’interno del presbiterio, prima assente dato che il ministro del culto celebrava messa sull’altare che si sviluppava esclusivamente sulla parete sopra la quale è stata posta la statua maggiore del Santo Patrono. Quindi da allora la funzione religiosa non si svolse più con il parroco che rivolgeva le spalle ai fedeli (cambiamento posto in ossequio alle direttive del Concilio Vaticano II). Successivamente, nel 1978, l’altare fu restaurato mediante donazione di privati, assumendo l’aspetto odierno.
All’interno della chiesa vi era inoltre un crocifisso ligneo di pregevole fattura nonché un altare ligneo che ricopriva l’intera parete dell’attuale stanza dedicata a Padre Lorenzo Natiello, dedita all’epoca alla funzione di seconda sacristia. Entrambe le opere furono derubate negli anni 90 e se ne perse traccia.
La statua lignea della Madonna fu acquistata nel 1956 nel paese di Ortisei.
Rimane il piccolo organo del 1700.
È stato rimosso inoltre il pulpito che era innestato nella parete destra della chiesa rispetto all’entrata e dove ora è stata ricavata una nicchia con all’interno un dipinto con Sant’Agnello.
L’attività nella chiesa ebbe un’intensificazione tra il diciassettesimo ed il diciottesimo secolo, al riguardo si pongono come elementi indiziari l’organo nonché l’intensa documentazione ecclesiastica pervenuta, della quale una platea del 1706 (anno di nascita ufficiale della parrocchia). Essa risulta particolarmente utile per censire la presenza delle famiglie storiche radicate nel luogo. 
Dal 1997 la Parrocchia di San Nicola in Ornito diviene parrocchia dei Santi Martino, Nicola, Leone in Santa Maria a Vico, rientrando così in un’organizzazione ecclesiastica di più ampio respiro tra realtà prima gestite autonomamente.
All’interno della parrocchia di Ornito rientra anche l’area di Sardone, la quale era un settore assorbito alla frazione ed oggi divenuta frazione autonoma secondo lo Statuto comunale.

## Inno del paese a San Nicola e canto a Santa Lucia
Resta nel folklore musicale del paese l’inno secolare del Santo patrono di cui resta ignoto l’autore nonché il canto a Santa Lucia.

### Testo dell’inno
San Nicola ai piedi tuoi
tutto il popolo di Ornito
offre sempre i voti suoi
invocando il tuo favor
Ritornello: San Nicola protettore
per noi prega a Dio Signor (bis)
Il suo braccio ognor distende
sopra il popolo di Ornito
dai pericoli difendi
questi figli del tuo cuor. Rit.
Tu distruggi la procella
chiami a vita i bimbi uccisi
offri a tutte le donzelle,
schiacci l’ira dell’orror. Rit.
Nel riposo e nei lavori
volgi a noi lo sguardo amico.
Veglia tu sui nostri cuori
nella gioia e nel dolor. Rit.

### Canto a santa lucia
Santa Lucia gloriosa e bella si misi a amare a
Dio ind a na cella, passò lu re e diss quando
è bella, lucia se ti avesse al mio godere,
il mio godere e la mia volontà una città io ti
vurria donare, vurria sapè ra me che ne
vuliti e r me che vi n sieti nammurato, son
nammurato ri st bell viso e st bell uocchi
ca desta purtate, tu vavattem brutto sarracino
mi vuo luvà la via r Dio
Santa Lucia cu lu volto fino si caccia
l'uocchi e li mittiu in vacilo, purtatelo
allù Re chesta prisenza, Lucia se fatta li uocch
di sarracino, lu Re chistu miraculu è veruto,
si raccumanda a suoi sarracini, chi per le spade
e chi per le rontelle contro a Santa Lucia
facevano guerra
Santa Lucia cu lo volto a riso
figlioli arrivederci in paradiso
figlioli arrivederci in paradiso

## La tradizione dei panini di San Nicola
Il 6 di dicembre, giorno di festeggiamento del santo patrono, vengono realizzati nei forni a legna della contrada i panini di San Nicola e distribuiti nella chiesa dopo il rito di benedizione che avviene contestualmente alla messa solenne.
Essi sono il frutto di un’antica tradizione che testimonia la fede verso il vescovo.
Un aneddoto sul Santo racconta che in un periodo di grave pericolo per il suo stato di salute, gli apparve la Vergine Maria che gli disse «Chiedi in carità, in nome di mio Figlio, un pane. Quando lo avrai ricevuto, tu lo mangerai dopo averlo intinto nell’acqua, e grazie alla mia intercessione riacquisterai la salute».
Successivamente Nicola ricevette come elemosina un panino da una donna di Tolentino e quando si nutrì guarì completamente.
Dalla grazia ricevuta dalla Madonna, San Nicola incominciò a distribuire i pani ai più bisognosi invitandoli a confidare nella protezione della Madre di Dio per la guarigione dalla malattia e dal peccato.
Da tale episodio nacque la tradizione dei pani di San Nicola. Il panino si compone di tre sfere di pane congiunte che richiamano la Santissima Trinità.
Nei periodi di carestia, o di eventi naturali catastrofici, la comunità contadina invocava la grazia del Santo esponendo alle finestre delle proprie dimore i tre pani congiunti di San Nicola, in segno di fede e supplica al soccorso, quale deus ex machina, del Santo.

## Il paese
Nel centro del paese, nel borgo medievale, che coincide approssimativamente con Via Duomo e Via Giovanni D’alessio, è ubicato l’antico convento delle suore con entrata a struttura alare ricongiunta ad una scala centrale che conduce alle celle, le quali sono state adattate all’uso civile dopo che l’edificio fu acquistato da privati. Quest’ultimo inoltre si fregia di un orto circoscritto da mura e una piccola torre tenuta per ospitare i piccioni viaggiatori per la corrispondenza. La Via Duomo, nella sua denominazione, è un richiamo storico nonché una traccia dell’antico edificio religioso che per consistenza rilevava rispetto al resto delle strutture adiacenti.
In tale area del paese si sviluppava la parte più intensa del borgo medievale con un acquedotto ad arcate di fronte all’antico convento, anch’esso andato perduto a causa degli ingenti danni causati dal terremoto degli anni 80.
Lungo la strada provinciale 196, a circa 200 m dal campetto sportivo, nel percorso che conduce a Faiano sul lato sinistro, è possibile incontrare l’antico mulino ad acqua nascosto dalla vegetazione che si pone lungo i limiti della strada.
Ulteriore edificio di interesse storico nell’urbanistica del paese è la canonica posta frontalmente alla chiesa. Anch’esso edificio di consistenza superiore rispetto agli altri di uso civile, strutturato da un piano superiore ad arcate che delineavano le stazioni della via Crucis ed un atrio aperto.
La struttura, utilizzata in passato anche come asilo, resta inagibile per via dei danni subiti dal sisma dell’80.
Il paese ottenne l’istituzione nel 1965 del suo primo asilo con la strenua perseveranza del parroco Padre Lorenzo Natiello, il quale pose la canonica a disposizione affinché si potesse realizzare il sogno di un luogo di prima infanzia nella comunità. L’edificio fu restaurato per renderlo decoroso dato lo stato di fatiscenza poiché nessuno vi abitava da diversi anni.
Va ricordata la presenza di un’ampia piazza centrale (Piazza Padre Lorenzo Natiello già piazza San Nicola) che accompagna la chiesa e che si caratterizza ulteriormente per il panorama che guarda l’intera vallata con i vari comuni che si incastonano nella stessa.
Dalla cronaca ecclesiastica la piazza risulta realizzata nel 1960 con lo spianamento "di terreno al lato sinistro della chiesa" guardando dalla sua entrata, il rivestimento in mattoni decorati sarà compiuto solo negli anni 80.
Geograficamente la frazione risulta la più estesa del comune e ricomprende le località San Vittore, San Pietro, Macchia e Colle Maddalena. In passato annoverava anche il territorio di Sardone, ora assurto a frazione autonoma seppur rientrante ancora nel territorio parrocchiale di Ornito e appartenente alla sezione elettorale. Quest’ultimi elementi ne confermano l’originaria appartenenza.

## I tre monasteri perduti di Ornito
Presso la zona del c.d. Casone vi erano tre monasteri. 
Il primo ha dato il nome all’area e coincide con appunto un Casone,  ormai nei secoli trasformato in una struttura ad uso privato e ben visibile sul lato sinistro della provinciale 196.
Il secondo era il monastero di San Vincenzo, dista approssimativamente 200 metri a linea d’aria dal ponte che sovrasta il fiume Picentino.
In particolare dando le spalle a Giffoni V.P., sul lato sinistro della provinciale 196, a 100 metri, è sopravvissuta una strada rurale che conduce verso la struttura, quest’ultima nascosta alla vista dalla presenza di una abitazione civile posta frontalmente ad essa.
Del monastero restano una serie di ruderi che testimoniano le fondamenta e le consistenti mura dello stesso.  Probabilmente abbandonato ben prima della grande alluvione che colpì la zona nel 1581 d.c.
Dai resti di un muro in loco, emerge l’impronta di un’edicola spoglia. Ad oggi tali rovine sono coperte dai rovi.
Un’edicola votiva a San Vincenzo affrescata e sopravvissuta, che ha il ruolo di ultima testimonianza del culto del monastero nella zona, si rinviene presso l’abitazione privata che anticipa il ponte della provinciale 196 che conduce ad Ornito (in linea con una curva), l’affresco è posto alla base del facciata frontale della casa.
Tra i due monasteri elencati si poneva nel mezzo, al di sopra di una collina, il monastero di San Francesco Vetere, la struttura è andata persa completamente negli anni 70, aveva un campanile interamente affrescato, un refettorio anch’esso completamente affrescato, tutti nello stile della scuola giottesca del XIV secolo, si poneva come il centro di culto principale tra i tre edifici ecclesiastici, godeva di un numero macroscopicamente superiore di affreschi rispetto a quelli del Convento di San Francesco situato a Giffoni Valle Piana. L’affresco posto all’accesso di quest’ultimo è realizzato ispirandosi ad una veduta del Convento dal monastero di San Francesco Vetere.

## Fonte d’acqua sulfurea
Caratteristica peculiare del paese è la presenza di una fonte di acqua sulfurea con le sue tipiche proprietà terapeutiche, la quale attesta pertanto l’esistenza di acque minerali di origine vulcanica.
Inoltre l’area si connota per la sovrabbondanza di corsi d’acqua che sono corredati dalla presenza di ben due acquedotti. Infatti il territorio gode di corsi d’acqua che si ramificano su tutto il territorio collinare.